# Anne de Xainctonge
Anne de Xainctonge, née à Dijon le 21 novembre 1567 et morte à Dole le 8 juin 1621 est une religieuse catholique française. Elle est connue pour avoir fondé la Société des Sœurs de Sainte Ursule de la Vierge Bénie et fut déclarée Vénérable en 1900.

## Biographie
Née la même année que Saint François de Sales, elle était la fille de Jean de Xainctonge, avocat et conseiller au Parlement de Dijon et de Marguerite Colard. De la fenêtre de l’Hôtel de Xainctonge la jeune Anne pouvait apercevoir le collège des Jésuites et constater la qualité du travail accompli par les Pères. C'est au cours d'une Messe célébrée en leur église, alors qu'elle avait été frappée à la vue des novices recevant la Sainte Communion, que lui serait venue l’idée de son œuvre future pour l’éducation des filles. Elle considérait qu’une telle occupation convenait à des religieuses, leur permettant de concilier vie active et vie contemplative. Fonder un ordre féminin non cloîtré, ouvrir des écoles publiques de filles où l’éducation serait gratuite et non payante, étaient alors des idées neuves auxquelles ses parents, sous l'influence des préjugés de l’époque étaient fermement opposés. Sa contemporaine Alix Le Clerc fonda en 1598 une « Maison nouvelle de filles pour y pratiquer tout le bien qu'on pourrait » et la Congrégation Notre-Dame. 
Grâce aux conseils des Pères Jésuites Villars et Gentil, elle parvient cependant à ouvrir, 16 juin 1606, avec Claudine de Boisset et un autre compagnon, son premier couvent à Dole en Franche-Comté (alors territoire espagnol). La Compagnie fut fondée avec Notre Dame comme général, Sainte Ursule comme lieutenant et la règle de Saint Ignace comme base de perfectionnement. Vesoul et ensuite Besançon demandèrent l’aide des Ursulines pour organiser une école.
Elle mena durant quinze ans une vie exemplaire et à mesure que sa société se développait, elle fonda de nouvelles maisons dans l’Est de la France et en Suisse. Après sa mort sa réputation de « sainteté héroïque » et les grâces qu’elle obtint par son intercession permirent l’ouverture d’une procédure de béatification qui ne put aboutir car tous les documents avaient été détruits lors des nombreuses guerres de cette période, puis au moment de la Révolution française. Le procès en béatification fut par la suite reconduit et Anne de Xainctonge fut déclarée vénérable le 24 novembre 1900.

## Citation
- « Les sœurs ne porteront pas de grands flambeaux qui jettent un jour brillant dans l'Église, mais de petites lampes qui éclaireront les jeunes filles, les servantes, les pauvres et les femmes, pour faire connaître et adorer Dieu par son divin Fils Notre Seigneur » (Constitutions 15)[3].